# Adigsa
Adigsa (acrónimo de Administració, Promoció i Gestió, S. A.; en castellano: «Administración, Promoción y Gestión, S. A.»), es una empresa pública del Departamento de Medio Ambiente y Vivienda que administra y gestiona las viviendas sociales públicas de la Generalidad de Cataluña.
En 1985, Adigsa recibió los traspasos de competencias del Estado en materia de vivienda pública.

## Corrupción en Adigsa
El 16 de diciembre de 2005, el fiscal jefe de Cataluña, José María Mena Álvarez, a raíz de unas declaraciones sobre el cobro de comisiones ilegales del presidente de la Generalidad Pasqual Maragall en el Parlamento de Cataluña, presentaba una querella criminal contra varios cargos de la empresa Adigsa, denominado «caso Adigsa», que finalizó doce años más tarde en 2017 probando que cargos de Adigsa beneficiaron a ciertas empresas a cambio de pago de comisiones de hasta el 20%. Fueron condenados entre otros el empresario Juan Antonio Salguero a casi dos años de cárcel, casi tres años de inhabilitación y el pago de una multa., Josep Maria Penin, asesor externo de Adigsa, dos meses antes de la vista oral aceptó los hechos delictivos a cambio de una rebaja de la pena., el resto de los imputados fueron condenados a penas de entre dos a los cuatro años de cárcel por los delitos de prevaricación, malversación de fondos públicos y falsedad documental.

## Enlaces relacionados
- Anexo:Casos judiciales relacionados con corrupción política en España